# Saas im Prättigau
Saas im Prättigau é uma comuna da Suíça, no Cantão Grisões, com cerca de 752 habitantes. Estende-se por uma área de 26,74 km², de densidade populacional de 28 hab/km². Confina com as seguintes comunas: Conters im Prättigau, Klosters-Serneus, Küblis, Sankt Antönien, Sankt Antönien-Ascharina, Sankt Gallenkirch (AT - 8).
A língua oficial nesta comuna é o Alemão.